# Onderlinge waarborgmaatschappij
De onderlinge waarborgmaatschappij (afgekort owm) is een Nederlandse rechtsvorm.
De onderlinge waarborgmaatschappij lijkt sterk op de coöperatie, en net als de coöperatie zijn veel bepalingen van verenigingsrecht van toepassing. De onderlinge waarborgmaatschappij onderscheidt zich van normale verenigingen en coöperaties door haar doel: het doel van een onderlinge waarborgmaatschappij is namelijk het sluiten van verzekeringsovereenkomsten met haar leden in het verzekeringsbedrijf dat zij ten behoeve van haar leden uitoefent. Een onderlinge waarborgmaatschappij is dus een speciale soort verzekeringsmaatschappij. De onderlinge waarborgmaatschappij wordt samen met de coöperatie behandeld in artikelen 53 t/m 63k van Boek 2 van het Burgerlijk Wetboek.
In de regel zijn de verzekerden ook lid van de onderlinge, maar zij kan in haar statuten bepalen dat ze ook niet-leden kan verzekeren. Het mag echter niet zo zijn dat de verzekeringen met leden van ondergeschikte betekenis zijn ten opzichte van de verzekeringen aangegaan met niet-leden.
De onderlinge is een weinig voorkomende rechtspersoon. In november 2017 waren er slechts 275 onderlinge waarborgmaatschappijen ingeschreven bij het Handelsregister. In het register van verzekeraars van de De Nederlandsche Bank stonden per mei 2021 slechts 38 verschillende onderlinge waarborgmaatschappijen met een vergunning ingeschreven. Voorbeelden van onderlinge waarborgmaatschappijen zijn zorgverzekeraars CZ Groep, DSW en ONVZ.

## Aansprakelijkheid leden
De leden van een onderlinge waarborgmaatschappij kunnen aansprakelijk zijn voor een eventueel tekort bij ontbinding of faillissement. Indien een onderlinge waarborgmaatschappij kiest voor het wettelijk standaard aansprakelijkheidsregime, waarbij leden op basis van een in de statuten vastgestelde maatstaf tegenover de onderlinge aansprakelijk zijn voor een tekort, is er sprake van wettelijke aansprakelijkheid (W.A.). Als de aansprakelijkheid van leden in de statuten tot een bepaald bedrag gemaximeerd wordt, is er sprake van beperkte aansprakelijkheid (B.A.). Is alle aansprakelijkheid van leden uitgesloten, dan is er sprake van uitgesloten aansprakelijkheid (U.A.). Een onderlinge is verplicht W.A., B.A., of U.A. overeenkomstig haar statutaire regelingen te voeren in haar naam.